# Viola septemloba
Viola septemloba — вид квіткових рослин з родини фіалкових. Це багаторічна рослина, що поширена на сході США (Алабама, Флорида, Джорджія, Луїзіана, Міссісіпі, Північна Кароліна, Південна Кароліна, Вірджинія).

## Середовище проживання
Населяє піщаний, сухий або сезонно вологий сосновий або змішаний сосново-листяний ліс; на висотах 0–200 метрів.

## Біоморфологічна характеристика
Це багаторічна рослина 5–30 см заввишки, без столонів, без стебел; кореневище товсте, м'ясисте. Листки прикореневі, 5 або 6, від розпростертих до висхідних; прилистки лінійно-ланцетні, краї цілісні, верхівка загострена; листкові ніжки 1.5–7 см, зазвичай голі; найраніші листові пластини ± яйцеподібні, іноді 3-лопатеві, середньостиглі пластини 7–9-лопатеві, 1–9 × 1–10 см, поверхні зазвичай голі. Квітконоси 2–20 см, зазвичай голі. Квітки: чашолистки від ланцетних до яйцеподібних, краї війчасті чи ні; пелюстки від світло- до темно-синьо-фіолетових на обох поверхнях, нижні три й іноді верхні дві білі в основі, нижні три з темнішими фіолетовими прожилками, бічні дві з густою бородою, шпорець іноді бородистий, найнижча 15–25 мм, шпорець зазвичай бузковий, іноді білуватий, 2–3 мм. Коробочки еліпсоїдні, 11–14 мм, голі. Насіння бежеве, плямисте до бронзового, 2–3 мм. 2n = 54. Цвітіння: березень – травень.